# Vicente Pérez Rosales

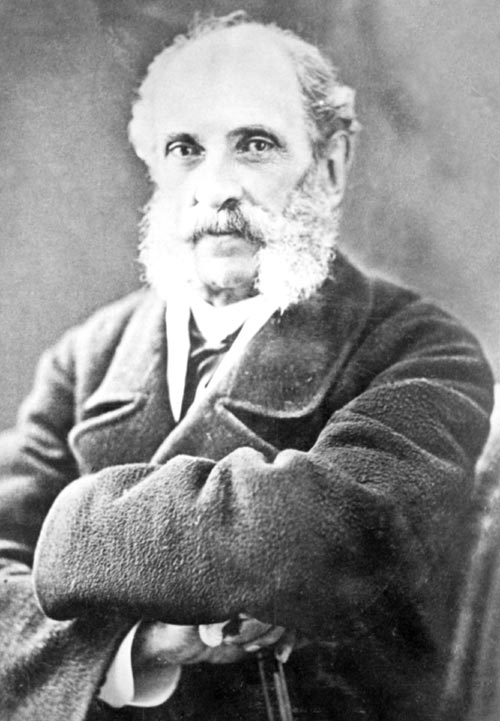
Vicente Pérez Rosales

Vicente Pérez Rosales (* 5. April 1807 in Santiago de Chile; † 6. September 1886 ebenda) war ein chilenischer Abenteurer, Politiker, Diplomat und Schriftsteller.
Er war Mitorganisator der deutschen Einwanderung in der Mitte des 19. Jahrhunderts in die Provinz Llanquihue im Süden Chiles. Im Oktober 1850 wurde er von der chilenischen Regierung als Nachfolger von Bernhard Eunom Philippi zum Kolonisationsbeauftragten ernannt.
Am 12. Februar 1853 gründete er die Siedlung Melipulli, das heutige Puerto Montt.
Später war er Abgeordneter im chilenischen Parlament (1861–1864) und Senator (1876–1881).

## Ehrungen
Der chilenische Nationalpark Vicente Pérez Rosales ist nach ihm benannt.

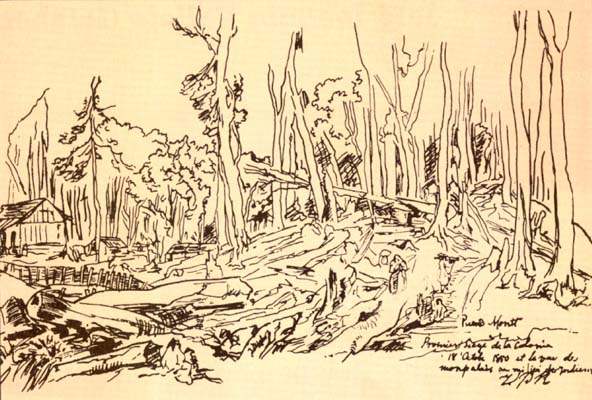
Zeichnung von Pérez Rosales: Landschaft in der Provinz Llanquihue zur Zeit der deutschen Kolonisation.